# Melinaea mnasias
Espèce
Melinaea mnasias est une espèce d'insectes lépidoptères (papillons) appartenant à la famille des Nymphalidae, à la sous-famille des Danainae et au genre Melinaea.

## Taxonomie
Melinaea mnasias a été décrit en 1856 par William Chapman Hewitson sous le nom de Mechanitis mnasias.

### Sous-espèces
- Melinaea mnasias mnasias ; présent au Brésil.
- Melinaea mnasias abitagua Brown, 1977 ; présent en Équateur.
- Melinaea mnasias comma Forbes, 1927 ; présent au Pérou.
- Melinaea mnasias erastosthenes Hall, 1935 ; présent en Guyane, Guyana et au Venezuela.
- Melinaea mnasias lucifer Bates, 1862 ; présent au Brésil.
- Melinaea mnasias lutzi Fox, 1942 ; présent au Pérou.
- Melinaea mnasias neblinae Brown, 1977 ; présent au Brésil.
- Melinaea mnasias romualdo Fox, 1965 ; présent au Pérou.
- Melinaea mnasias rondonia Brown, 1977 ; présent au Brésil.
- Melinaea mnasias tecta Haensch, 1909 ; en Guyana.
- Melinaea mnasias thera C. et R. Felder, 1865[1].

## Description
C'est un grand papillon  de couleur orange et marron. Les ailes antérieures sont orange tachées de marron avec l'apex marron plus ou moins marqué de taches blanc beige. Les ailes postérieures sont orange marquées de marron, soit en grande flaque soit en lignes de taches. Melinaea mnasias mnasias et Melinaea mnasias erastosthenes sont en plus ornées d'une ligne submarginale de points blanc beige aux ailes antérieures et aux ailes postérieures.
Le revers est identique.

## Écologie et distribution
Melinaea mnasias est présent en Guyane, Guyana, au Brésil, en Équateur, en Colombie et au Pérou.

### Biotope
Melinaea mnasias réside en forêt tropicale.

### Protection
Pas de statut de protection particulier.